# 皮德里奇亞
51°35′11″N 24°48′7″E / 51.58639°N 24.80194°E
皮德里奇亞（烏克蘭語：Підріччя），是烏克蘭西北部的村莊，隸屬沃倫州的卡明-卡希爾斯基區。該村面積2.3平方公里，海拔高度158米，2001年人口663，人口密度每平方公里288.01人。